# 리상철
리상철(1990년 12월 26일 ~ )은 조선민주주의인민공화국의 축구 선수이다. 포지션은 미드필더이다. 현재 압록강체육단 소속이다.